# Campeonato Argentino de Futebol Feminino de 2016
O Campeonato Argentino de Futebol Feminino de 2016 foi a 38ª edição da competição organizada pela AFA.

## Regulamento
Disputada por 10 clubes, a Primera División é disputada em sistema de pontos corridos com 2 turnos de todos contra todos. O último colocado será rebaixado para a Segunda Divisão.

### Critérios de desempate
Caso haja empate de pontos entre dois clubes, os critérios de desempates serão aplicados na seguinte ordem (válido para cada torneio). Esses são os critérios:
1. Saldo de gols
2. Gols marcados
3. Confronto direto

### Libertadores Feminina
O campeão se classificará para a competição.

## Participantes
| Equipe                      | Cidade        | Província                       |
| --------------------------- | ------------- | ------------------------------- |
| Boca Juniors                | Buenos Aires  | Cidade Autônoma de Buenos Aires |
| Estudiantes                 | La Plata      | Província de Buenos Aires       |
| Huracán                     | Buenos Aires  | Cidade Autônoma de Buenos Aires |
| Independiente               | Avellaneda    | Província de Buenos Aires       |
| Platense                    | Vicente López | Província de Buenos Aires       |
| Puerto Nuevo                | Campana       | Província de Buenos Aires       |
| River Plate                 | Buenos Aires  | Cidade Autônoma de Buenos Aires |
| San Lorenzo                 | Buenos Aires  | Cidade Autônoma de Buenos Aires |
| UAI Urquiza                 | San Martín    | Província de Buenos Aires       |
| Universidad de Buenos Aires | Buenos Aires  | Cidade Autônoma de Buenos Aires |

## Classificação
| Pos. | Equipes       | P  | J  | V  | E | D  | GP | GC | SG  | Classificação ou rebaixamento            |
| ---- | ------------- | -- | -- | -- | - | -- | -- | -- | --- | ---------------------------------------- |
| 1    | UAI Urquiza   | 50 | 18 | 16 | 2 | 0  | 91 | 8  | +83 | Classificado à Copa Libertadores de 2016 |
| 2    | Boca Juniors  | 45 | 18 | 14 | 3 | 1  | 87 | 13 | +74 |                                          |
| 3    | River Plate   | 42 | 18 | 13 | 3 | 2  | 65 | 11 | +54 |                                          |
| 4    | San Lorenzo   | 38 | 18 | 12 | 2 | 4  | 67 | 20 | +47 |                                          |
| 5    | UBA           | 19 | 18 | 5  | 4 | 9  | 25 | 54 | –29 |                                          |
| 6    | Estudiantes   | 18 | 18 | 5  | 3 | 10 | 24 | 46 | –22 |                                          |
| 7    | Platense      | 15 | 18 | 4  | 3 | 11 | 16 | 77 | –61 |                                          |
| 8    | Huracán       | 11 | 18 | 3  | 2 | 12 | 16 | 64 | –48 |                                          |
| 9    | Independiente | 10 | 18 | 2  | 4 | 12 | 13 | 57 | –44 |                                          |
| 10   | Puerto Nuevo  | 9  | 18 | 3  | 0 | 15 | 17 | 71 | –54 | Rebaixado à Segunda Divisão de 2016-17   |

## Premiação
| Campeonato Argentino Feminino de 2016 |
| ------------------------------------- |
| UAI Urquiza (3º título)               |